# Home for Christmas (album de BarlowGirl)
Pour les articles homonymes, voir Home for Christmas.
Albums de BarlowGirl
How Can We Be Silent
(2007) Love & War
(2009)
Singles
1. It's the Most Wonderful Time of the Year
Sortie : 12 décembre 2008[4]
2. Carol of the Bells / Sing We Now of Christmas
Sortie : 12 décembre 2008[4]
3. I'll Be Home for Christmas
Sortie : December 19, 2008[5]
4. Hallelujah (Light Has Come)
Sortie : 1 décembre 2010[6]

Home for Christmas est un album de Noël par le groupe de rock Chrétien BarlowGirl. Il fut sorti le 23 septembre 2008 par Fervent Records et fut réalisé par Otto Price et Susan Riley pour la firme Twelve-18 Entertainment. « It's the Most Wonderful Time of the Year », « Carol of the Bells / Sing We Now of Christmas », « I'll Be Home for Christmas » et « Hallelujah (Light Has Come) » sont des singles tirés de cet album. Il s'agit du seul album par BarlowGirl à s'écarter du style pop rock, étant donné que la bande a plutôt choisi un style de musique de Noël traditionnel.

## Formation
Pendant que les sœurs Barlow grandissaient, elles désirèrent un piano à queue chez elles. Lors d'une veille de Noël au début des années 90, leur mère les a convaincu de passer la journée à magasiner. Lors de ce temps, leur père et leur frère ont déplacé le piano lourd à l'intérieur de la maison. En remarquant le piano dès leur retour à la maison, les sœurs pleurèrent de joie. Dès ce moment, elles ont débuté une tradition de Noël en chantant des chants en harmonie à quatre parts avec leurs quatre cousines.
Les sept filles rêvèrent de créer un disque de Noël à l'époque, un rêve réalisé avec Home for Christmas. Les quatre cousines, les sœurs Shell (Jessica, Jodie, Jennie et Jane), partagent au fait les voix avec les sœurs Barlow sur « Panis Angelicus » et sur le pot-pourri « Angelic Proclamation ».

## Enregistrement
La réalisation de l'album a débuté en 2008, et toute l'instrumentation fut déjà enregistrée avant que les Barlow débutèrent leur boulot au studio à Franklin, TN et à Nashville, TN en mars 2008. En plus d'être le seul album de Noël par BarlowGirl, il s'agit du seul album par la bande à exclure la musique rock et où les sœurs enregistrèrent leurs voix seules, contrairement à ce que la vidéo « Hallelujah (Light Has Come) » et l'inscription sur la pochette de l'album implique. L'idée fut de rendre l'album agréable aux générations précédentes, y compris les parents et les grands-parents. Lauren Barlow a perdu sa voix la semaine avant l'enregistrement. Elle remarque qu'abandonner sa batterie semblait « bizarre […] mais libérant, aussi ». Lauren a également décrit l'environnement du studio comme étant décoré après Noël, qu'il s'agit des décorations (« des lumières et guirlandes de Noël »), ou de la politique permettant seulement de la musique et des films Noël, ou encore l'air climatisé au « froid glacial » en marche au studio. Les Barlow mirent fin à leur session d'enregistrement en avril 2008.
Sarah Barlow réalisa la photographie pour l'album à Vail, Colorado durant la première semaine de mars en 2008 pendant que la bande prenait une pause de trois jours lors de Winter Jam 2008,.
L'album comprend onze pistes, sept axées sur la naissance de Jésus-Christ et quatre axées sur les festivités de Noël selon une perspective plus profane. Trois pots-pourris (deux Chrétiens et une troisième profane) font partie des onze pistes. Pour les autres pistes, chaque sœur pouvait inclure deux de ses chansons préférées sur l'album. Pour Rebecca, « What Child Is This? » fut l'une de ses pistes, le seul enregistrement publié où elle a chanté les voix principales. Quant à Alyssa, elle a choisi l'hymne catholique « Panis Angelicus », le seul enregistrement par BarlowGirl dans une langue étrangère; Alyssa a chanté les voix principales en latin, tandis que ses sœurs et les sœurs Shell chantèrent en anglais les voix en arrière-plan basées sur « O Lord Most Holy », la version anglophone,. Les deux pistes furent disponibles en tant que téléchargement numérique gratuit.

## Singles
- « It's the Most Wonderful Time of the Year » débuta sur les chartes chrétiennes CHR le 12 décembre 2008[4]. Il fut arrivé en 21ème position sur la charte Billboard Christian Songs[11]. Cette version fut utilisée afin de promouvoir l'émission de télévision Christmas at the White House: An Oprah Primetime Special[12],[13]. Au fait, Lauren compte Oprah parmi ses vedettes préférées[14].
- « Carol of the Bells / Sing We Now of Christmas », un pot-pourri, débuta également sur les chartes chrétiennes CHR le 12 décembre 2008[4]. Le single fut sorti en format acapella comme téléchargement numérique le 27 octobre 2009[15]. Le chat est arrivé à la septième position sur la charte Billboard Christian Digital Songs[16] et au 21ème rang sur la charte Billboard Christian Streaming Songs[17].
- « I'll Be Home for Christmas » débuta sur les chartes chrétiennes CHR le 19 décembre 2008[5].
- « Hallelujah (Light Has Come) » fut sorti en tant que single vidéo en HD intégral[18] par la Billy Graham Evangelistic Association le 1er décembre 2010[6]. La chanson a rejoint le 46ème rang sur la charte Billboard Christian Digital Songs[16].

## Sortie
Home for Christmas fut sorti internationalement le 28 septembre 2008 par Fervent Records. Il fut disponible en tant que téléchargement numérique chez l'iTunes Store et chez Amazon Music.

## Mercatique
Warner Music Group a conçu un site promotionnel, Christmas for the Whole Family (« Noël pour la famille entière »), afin de promouvoir la musique de Noël dans son catalogue, y compris BarlowGirl. Deux téléchargements numériques furent disponibles pour cet album: « What Child Is This? » fut offert par Amazon Music (Amazon MP3 à l'époque), tandis que « Panis Angelicus » fut offert par iTickets. La boutique de marchandise de la bande vendait également des articles de Noël, y compris des décorations et des boîtes en tin pour les collectionneurs.

## Critiques
Home for Christmas a reçu des notes positives des critiques musicales. Sarah Fine de New Release Today a donné cinq étoiles sur cinq, remarquant : « Il s'agit non seulement d'un des meilleurs albums de Noël de 2008, mais également l'un des meilleurs que j'appartiens ». John Fisher de Cross Rhythms fut moins d'accord avec sa note de six étoiles sur dix, déterminant que « Go Tell It On The Mountain » fut « un peu plus calme que les prestations habituelles » et que le manque de musique rock rend le tout « un album qui sera certainement décevant pour plusieurs ». Trois autres critiques ont donné des notes de quatre étoiles sur cinq Andy Argyrakis de CCM Magazine, Russ Breimeier de Christianity Today et Lauren Summerford de Jesus Freak Hideout. Argyrakis a cité deux reprises et un titre original « Hallelujah (Light Has Come) » en tant que pistes préférées, mais remarqua que l'album « aurait profité d'au moins une ou deux autres prestations originales ». Breimeier a noté qu'« après un bout de temps, le son doux devient quelque peu répétitif » et a critiqué « What Child Is This? » en tant que « trop lambin pour son propre bien », mais il a tout de même décrit l'album comme « l'une des surprises les plus plaisantes de l'année ». Summerford nomma Home for Christmas « une aventure d'éclaire avec tous les accessoires qu'il faudrait retrouver dans tout projet saisonnier ».

## Pistes
| Album | Album                                         | Album             | Album | Album | Album | Album | Album | Album | Album |
| No    | Titre                                         | Voix principales, | Durée |       |       |       |       |       |       |
| ----- | --------------------------------------------- | ----------------- | ----- | ----- | ----- | ----- | ----- | ----- | ----- |
| 1.    | It's the Most Wonderful Time of the Year      | Alyssa            | 2:50  |       |       |       |       |       |       |
| 2.    | Carol of the Bells / Sing We Now of Christmas |                   | 4:01  |       |       |       |       |       |       |
| 3.    | I'll Be Home for Christmas                    | Lauren            | 4:41  |       |       |       |       |       |       |
| 4.    | Hallelujah (Light Has Come)                   | Alyssa            | 5:06  |       |       |       |       |       |       |
| 5.    | O Little Town of Bethlehem                    |                   | 4:21  |       |       |       |       |       |       |
| 6.    | What Child Is This?                           | Rebecca           | 5:27  |       |       |       |       |       |       |
| 7.    | Panis Angelicus                               | Alyssa            | 4:18  |       |       |       |       |       |       |
| 8.    | Angelic Proclamation                          |                   | 3:56  |       |       |       |       |       |       |
| 9.    | Go Tell It on the Mountain                    | Lauren            | 3:16  |       |       |       |       |       |       |
| 10.   | O Come, O Come, Emmanuel                      |                   | 5:00  |       |       |       |       |       |       |
| 11.   | Have Yourself a Merry Little Christmas        | Alyssa            | 4:21  |       |       |       |       |       |       |
| 47:17 |                                               |                   |       |       |       |       |       |       |       |

## Personnel
Le générique pour Home for Christmas est tiré des notes de la pochette.
Musiciens
- BarlowGirl – voix
- Lauren Barlow et Rebecca Barlow – voix d'arrière-plan (en anglais pour « Panis Angelicus »)
- Les sœurs Shell (Jessical Shell, Jodie Shell, Jennie Bryan et Jane Shell) – voix d'arrière-plan (en anglais pour « Panis Angelicus » et « Angelic Proclamation »)
- Tom Bukovac – guitares
- Zoro – batterie
- Otto Price – percussion, batterie, basse, contrebasse, guitare, B3, piano, timbales, glockenspiel, cymbales
- Terry Watson – piano
- Trish Price – piano ("Angelic Proclamation")
- Greg Hagen – guitare
- III – guitare
- David Das – Rhodes
- John Painter – cuivres
- City of Prague Philharmonic – orchestre
- New Song Ensemble – orchestre

Musiciens (New Song Ensemble)
- Liz George
- Winter Liscano
- Amy Miller
- Danielle Rendon
- Lindsay Scranton
- Cindy Wagner
- Jeremy Davis
- Todd Fertig
- Adam Kinder
- Stephen Webb
- Jeremy Worley

Réalisation
- Otto Price – producteur délégué, producteur, programmation, programmation additionnelle, réalisateur A&R, ingénieur, arrangements vocaux
- Susan Riley – producteur délégué, réalisateur A&R
- Cindy Wagner – director, New Song Ensemble
- David Das – programmation, cordes (arrangement, orchestration et conduction)
- James Fitzpatrick – entrepreneur
- Tony High – ingénieur
- Bryan Lenox – ingénieur, mixeur
- Otto Price III – ingénieur
- BarlowGirl – arrangements vocaux
- Hank Williams – matriçage
- Kim Wood Sandusky – consultant pour l'enregistrement des voix
- Katherine Petillo – réalisateur créatif
- Sarah Barlow – photographe
- Megan Thompson – maquillage
- Carmen Potts – coiffure
- David Kaufman – garde-robe
- Alexis Goodman – conception

## Classements
Home for Christmas a rejoint la 180e position sur la charte Billboard 200 et la deuxième position sur la charte Billboard Holiday Albums.

## Prix
En 2009, l'album fut nommé pour un prix Dove de l'album de Noël de l'année aux 40e GMA Dove Awards.

## Sources
1. 1 2 3 4  (en) Lauren Summerford, « BarlowGirl, "Home For Christmas" Review », Jesus Freak Hideout, 21 septembre 2008 (consulté le 19 décembre 2016)
2. 1 2 3 4 5 6  (en) Martha Krienke, « Bless & Be Blessed », Focus on the Family,‎ décembre 2008
3. ↑  (en) « Barlow Girl is truly home for Christmas », Christian Today, 5 décembre 2008 (consulté le 13 décembre 2008)
4. 1 2 3 4  (en) « CHRISTIAN CHR NATIONAL AIRPLAY » [archive du 16 décembre 2008], Radio & Records, 12 décembre 2008 (consulté le 19 décembre 2016)
5. 1 2  (en) « CHRISTIAN CHR NATIONAL AIRPLAY » [archive du 18 décembre 2008], Radio & Records, 19 décembre 2008 (consulté le 19 décembre 2016)
6. 1 2  (en) BarlowGirl, « "Hallelujah (Light Has Come)" Music Video Premiere » [archive du 18 décembre 2010], sur BarlowGirl, 1er décembre 2010 (consulté le 19 décembre 2016)
7. 1 2 3  Erreur de paramétrage du modèle {{livret album}} : les paramètres titre et artiste sont obligatoires.
8. ↑  (en) « Home for Christmas - BarlowGirl - Songs, Reviews, Credits - AllMusic », sur AllMusic (consulté le 19 décembre 2016)
9. 1 2  (en) nillygirl10, « Rebecca Barlow explaining why she only sings "What Child is This" », YouTube, 25 décembre 2010 (consulté le 23 décembre 2013)
10. ↑  César Franck, « O Lord most holy = Panis angelicus : sacred song :: Sheet Music », sur Ball State University Digital Media Repository (consulté le 5 juillet 2017)
11. ↑  (en) « Chart history », Billboard (consulté le 11 septembre 2016)
12. ↑  (en) « Christmas at the White House An Oprah Primetime Special », sur YouTube, 14 décembre 2009 (consulté le 11 septembre 2016)
13. ↑  (en) Adam Zinke, « BARLOWGIRL Career Highlights » [archive du 4 juillet 2011], Word Label Group, 25 mars 2010 (consulté le 19 décembre 2016)
14. ↑  (en) Lauren Barlow, « Barlowgirl Bios - Lauren » [archive du 29 octobre 2005], 29 octobre 2005 (consulté le 19 décembre 2016)
15. ↑  (en) BarlowGirl, « Carol of the Bells - Single », sur Apple Music, 27 octobre 2009 (consulté le 19 décembre 2016)
16. 1 2  (en) « BarlowGirl - Chart history - Billboard », Billboard, 22 décembre 2012 (consulté le 19 décembre 2016)
17. ↑  (en) « BarlowGirl - Chart history - Billboard », Billboard, 10 mai 2014 (consulté le 19 décembre 2016)
18. ↑  (en) BarlowGirl, « HALLELUJAH (Light Has Come) », sur Billy Graham Evangelistic Association, 20 novembre 2012 (consulté le 19 décembre 2016)
19. 1 2  (en) « BarlowGirl Home For Christmas » [archive du 14 décembre 2008], Word Label Group, 14 décembre 2008 (consulté le 19 décembre 2016)
20. ↑  (en) Rebekah Hardt, « 50 Ornaments » [archive du 14 juin 2013], sur BarlowGirl Merch, 14 juin 2013 (consulté le 19 décembre 2016)
21. 1 2  (en) Andy Argyrakis, « BarlowGirl - Home for Christmas - TodaysChristianMusic.com », sur Today's Christian Music, CCM Magazine, 7 octobre 2008 (consulté le 19 décembre 2016)
22. 1 2  (en) Russ Breimeier, « Christmas Music Wrap-Up 2008 - Christian Music Today » [archive du 9 novembre 2008], Christianity Today, 3 novembre 2008 (consulté le 19 décembre 2016)
23. 1 2  (en) John Fisher, « Review: Home for Christmas - BarlowGirl - Cross Rhythms », Cross Rhythms, 18 décembre 2008 (consulté le 19 décembre 2016)
24. 1 2  (en) Sarah Fine, « Home for Christmas by BarlowGirl - CD Reviews And Information - NewReleaseToday », sur www.newreleasetoday.com, 11 septembre 2009 (consulté le 19 décembre 2016)
25. ↑  (en) « BarlowGirl – Home for Christmas », Billboard (consulté le 13 décembre 2008)
26. ↑  (en) « BarlowGirl - Chart history - Billboard », Billboard, 11 octobre 2008 (consulté le 19 décembre 2016)
27. ↑  Nominations Announced for 40th GMA Dove Awards sur CBN.com (20 février 2008)

- (en) Cet article est partiellement ou en totalité issu de l’article de Wikipédia en anglais intitulé « Home for Christmas (BarlowGirl album) » (voir la liste des auteurs).